# LM7
LM7（えるえむなな、1992年11月6日 - ）は、日本のイラストレーター。

## 来歴
2007年頃よりニコニコ動画内でニコニコ大百科の『お絵カキコ』機能を用いたイラストや、自主制作アニメーションの発表を開始。2013年頃からはイラストレーター・キャラクターデザイナーとして『神撃のバハムート』や『ウマ娘 プリティーダービー』などCygamesの作品に携わったのち、2018年に知人と共に『株式会社枝の上』を設立。バーチャルYouTuber『鳩羽つぐ』の運営と、「キャラクターを通じた表現の新たな基盤」を称するオリジナルコンテンツ『LAVENDER QUARTZ（）』を展開している。イラストレーターのhukeが発起人となった、『LAVENDER QUARTZ』に登場するキャラクター『十羅菱らな』のフィギュア化を目指すクラウドファンディングは開始からわずか40分で目標金額を達成し、最終的に総額5000万円以上を集めるほどの注目を浴びた。

## 作品リスト

### オリジナルコンテンツ
- LAVENDER QUARTZ
- 鳩羽つぐ[8]

### キャラクターデザイン
- 神撃のバハムート（Cygames）
- ウマ娘 プリティーダービー（マルゼンスキー[9]他多数、Cygames）
- ドールズフロントライン（P90[10]、株式会社サンボーンジャパン）
- アークナイツ（アンジェリーナ他多数、Hypergryph）

### フィギュア原案
- LAVENDER QUARTZ 十羅菱らな（TRIKT）[7]
- アンジェリーナ 前航遠歌Ver. 1/7 完成品フィギュア（APEX-TOYS）

### ファッションデザイン
- LAVENDER QUARTZ[注釈 1]
- MONSTER GIRLFRIEND（衣装デザイン[11]、ジャケットイラスト）

## 展示会
- LAVENDER QUARTZ EXHIBITION（2018年6月2日 - 24日）[12]
- SF DEPT. POPUP ＆ LAVENDER QUARTZ 18A/W（2018年10月26日 - 11月20日）[13]